# 文芸倶楽部
文芸倶楽部（ぶんげいくらぶ、旧字体：文󠄁藝俱樂部）は、1895年（明治28年）1月から1933年（昭和8年）1月まで、博文館が出版した文芸雑誌。純文学誌として出発したが、大正期以降、大衆化した。

## 歴史
博文館の既刊の、『世界文庫』『明治文庫』『逸話文庫』『文芸共進会』『春夏秋冬』が統合して、この雑誌になった。
博文館はこのとき、『日本商業雑誌』『日本大家論集』『日本農業雑誌』『日本之法律』『婦女雑誌』を『太陽』誌に、『日本之少年』『幼年雑誌』『学生筆戦場』『少年文学』『幼年玉手箱』を『少年世界』誌にまとめた。『太陽』が総合雑誌、『文芸倶楽部』が文芸雑誌、『少年世界』が少年雑誌という3本立てだった。
創刊時は、菊判、約240ページ。硯友社系の小説と豪華な挿画とを『売り』にした。
歴代の編集者は次。
- 宮沢春文：1895年1月から1897年8月まで。
- 三宅青軒：1897年9月から1902年11月まで。
- 田村松魚：1901年1月から1902年11月まで。
- 石橋思案：1902年12月から1916年9月まで。
- 森暁紅：1923年 - 1924年頃。
- 森下雨村：1927年から。1931年退社。

前から博文館は、尾崎紅葉・広津柳浪・石橋思案・川上眉山・江見水蔭・大橋乙羽・巖谷小波・徳田秋声・泉鏡花・武内桂舟らの硯友社と親しく、リーダーの紅葉の斡旋で、柳浪は博文館の元社員、小波は社員、水蔭と桂舟は準社員。そして乙羽は館主大橋佐平の婿だった。従って、先ず彼らが小説などを書いていた。泉鏡花はこの雑誌から世に出た。
その後、幸田露伴・田山花袋・国木田独歩・樋口一葉らも小説を書いた。一葉は、文学界に連載した『たけくらべ』を、この雑誌に一括掲載して、文名を確かにした。
挿画は、日清戦争の報道で網目銅板写真の技術を磨き、また、梶田半古、武内桂舟・水野年方・富岡永洗・尾形月耕・鏑木清方らの木版画で誌面を飾り、芸者や役者の肖像で目を引いた。
第2次新小説と、文芸雑誌の横綱を張っていたが、1903年（明治36年）秋に尾崎紅葉が没し、硯友社は解散した。島崎藤村の『破戒』（1906年）や田山花袋の『蒲団』（1907年）など、自然主義文学が台頭して、第2次『早稲田文学』や中央公論が勢いつき、『文芸倶楽部』は大衆化へと路線を変えた。
1907年（明治40年）頃から、講談や落語を載せるようになり、大正期に入って大衆向け娯楽雑誌の色彩を濃くした。岡本綺堂の『半七捕物帳』を1918年1月から1926年12月まで連載した。1927年（昭和2年）、森下雨村の編集になってからは、松本泰・小酒井不木・森下雨村・延原謙・保篠龍緒・甲賀三郎・江戸川乱歩・大下宇陀児・濱尾四郎・水谷準らの探偵小説も載せた。

## 掲載文芸作品（抄）

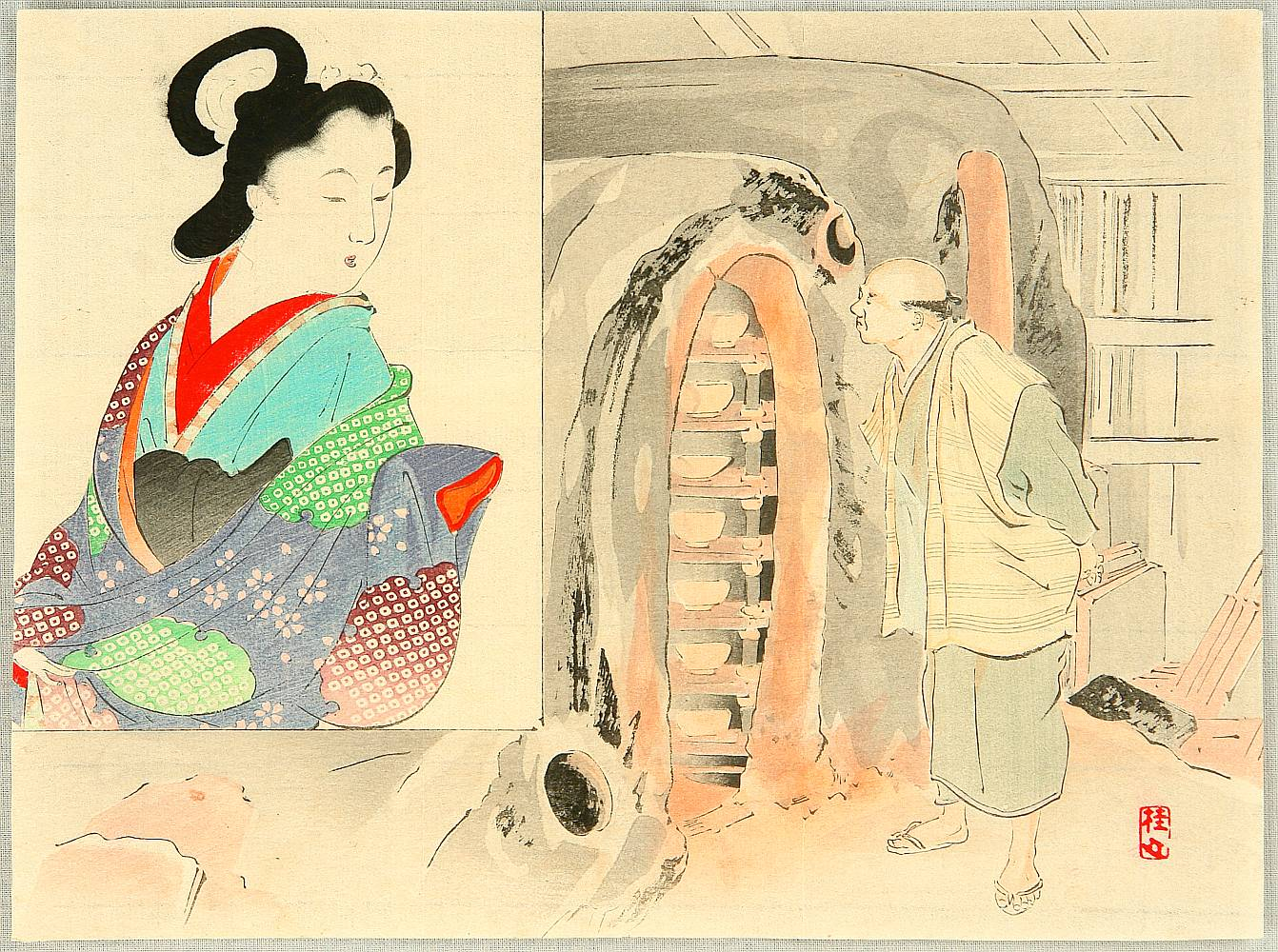
幸田露伴 著「椀久物語」武内桂舟 画の挿絵

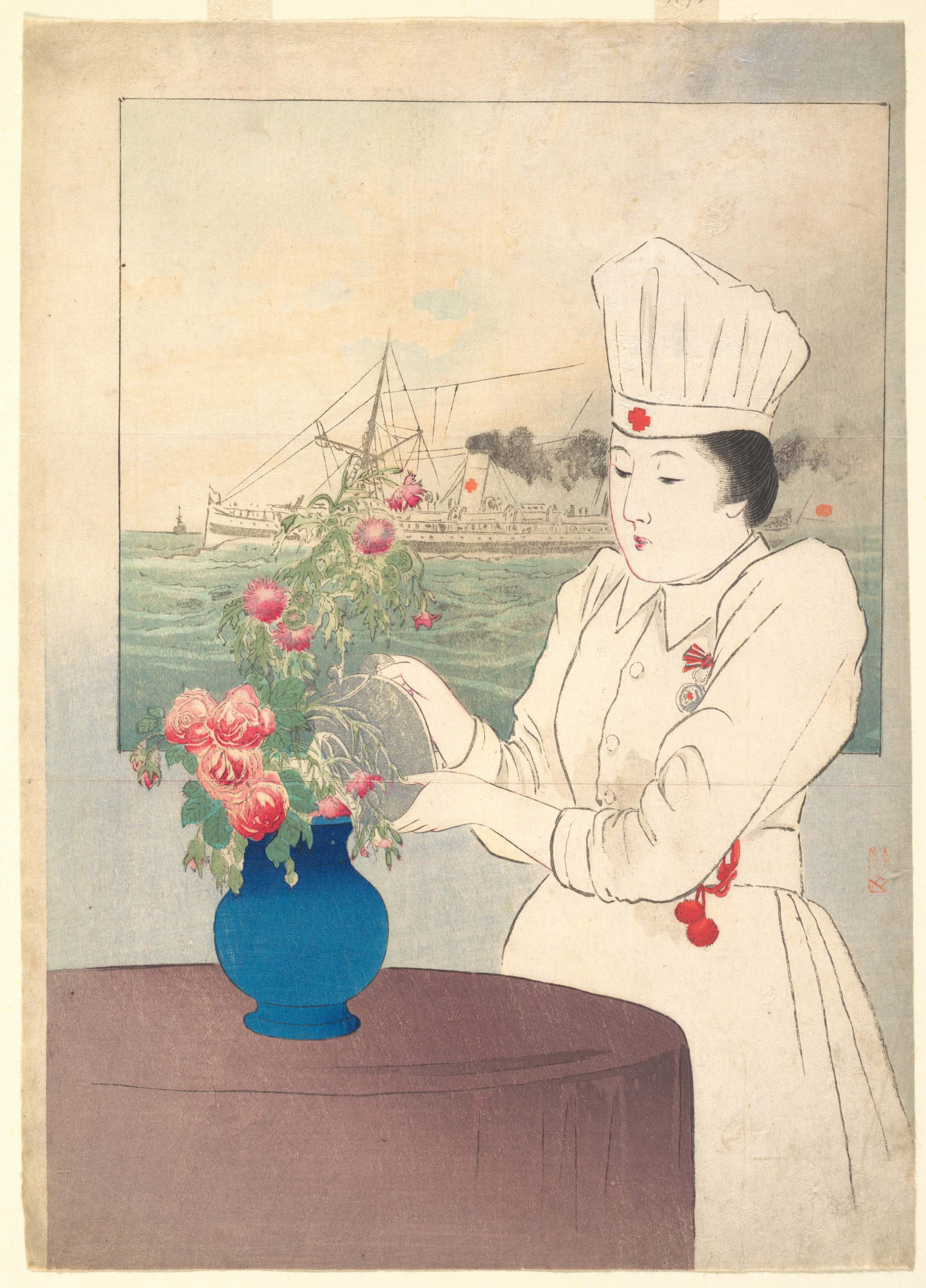
小栗風葉 著「看護婦」武内桂舟 画の挿絵

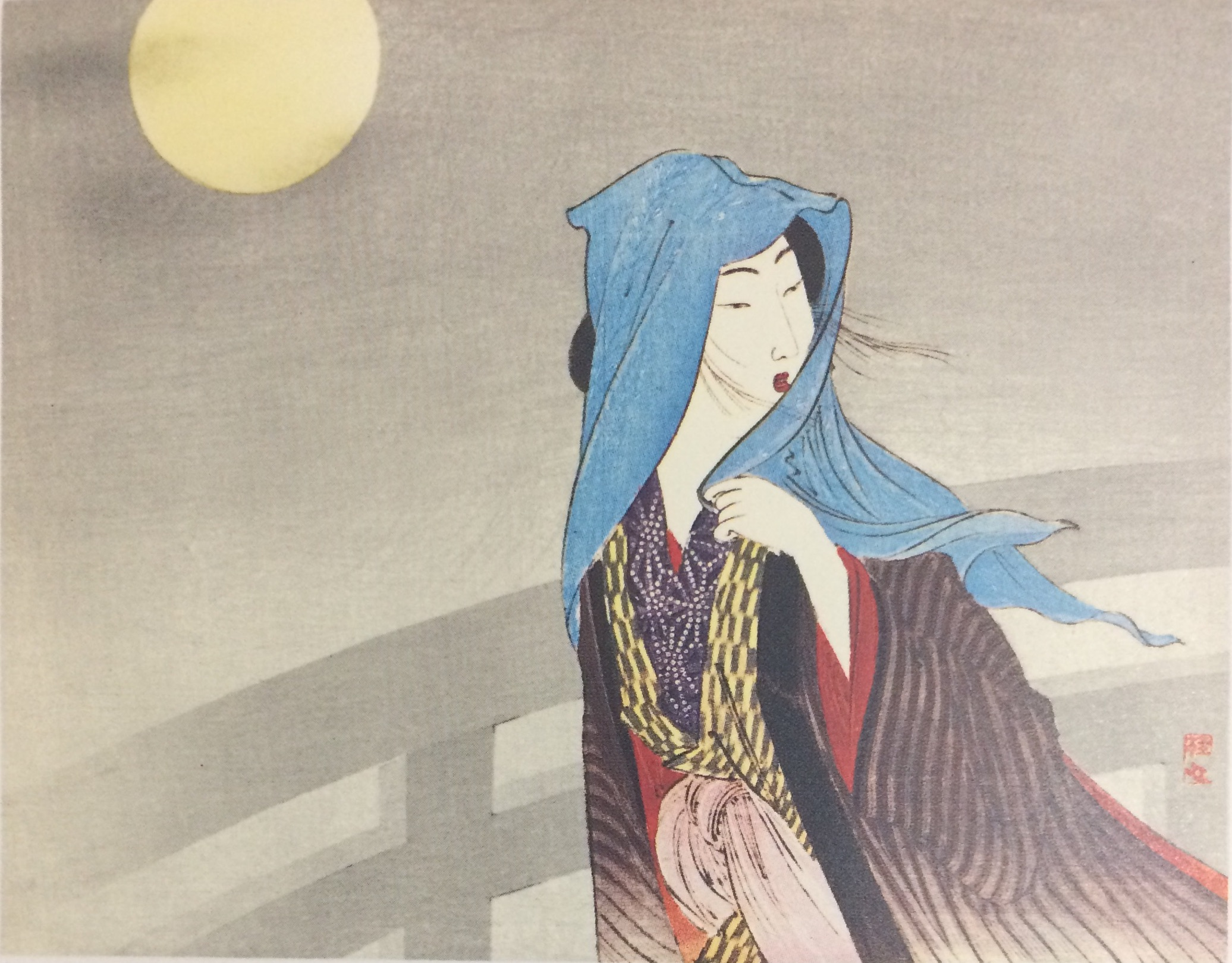
広津柳浪 著「今戸心中」武内桂舟 画の挿絵

- 川上眉山：『大さかづき』（1895.1）。『絃声』（1897.10）。『凡人界』（1903.10）。『澪標』（1905.6）。
- 泉鏡花：『夜行巡査』（1895.4）。『外科室』（1895.6）。『化銀杏』（1896.2）。『一の巻』（1896.5）。『誓之巻』1897.1。『風流蝶花形』（1897.6）。『髥題目』（1897.12）。『笈摺草紙』（1898.4）。『白羽箭』（1903.11）。『外国軍人通信員』（1904.7）。『柳小島』（1904.9）。『深沙大王』（1904.10）。『悪獣篇』（1905.12）。
- 前田曙山：『蝗うり』（1895.4）。
- 広津柳浪：『黒蜥蜴』（1895.5）。『今戸心中』（1896.7）。『浅瀬の波』（1896.11）。『変目伝』1896.12。『非国民』（1897.1）。『七騎落』（1897.9）。『骨ぬすみ』（1899.1）。『二人やもめ』（1899.1）。『紫被布』（1899.3）。『縁不縁』（1902.1）。『八幡の狂女』（1902.3）。『松原饅頭』（1904.1）。『都の夢』（1904.7）。
- 田山花袋：『水車小屋』（1895.7）。『断流』（1896.2）。『無名草』（1896.2）。『柿の実』（1899.4）。『悲痛の調』（1902.12）。『悲劇？』（1904.4）。『名張乙女』（1905.6）。
- 樋口一葉：『にごりえ』（1895.9）。『十三夜』（1895.12）。『たけくらべ』（1896.4）（初出は『文学界』（1895.1 - 3、8、11 - 1896.1））。『われから』（1896.5）。
- 江見水蔭：『女房殺し』（1895.10）。『泥水清水』（1896.4）。『旅役者』（1900.1）。『悲劇オセロ』（1903.2）。
- 小杉天外：『奇病』（1895.11）。『改良若殿』（1896.2）。『つとめ人』（1902.3）。
- 三宅花圃：『萩桔梗』（1895.12）。
- 依田学海：『弁内侍』（1896.1）。
- 三宅青軒：『可憐児』（1896.2）。
- 後藤宙外：『ありのすさび』（1896.2）。『白日夢』（1898.12）。
- 小栗風葉：『看護婦』（1896.2）。『寝白粉』（1896.9）。『ストライキ』（1903.9）。『予備兵』（1904.3）。『うしろ姿』（1904.4）。
- 太田玉茗：『菫の花束』（1896.2）。
- 桐生悠々：『仲尼』（1896.2）。
- 北田薄氷：『乳母』（1896.6）。
- 柳川春葉：『神の裁判』（1896.7）。『秋袷』（1902.12）。『妥協』（1907.6）。
- 徳田秋声：『薮柑子』（1896.8）。『みだれ心』（1902.7）。『お静』（1902.9）。『みち芝』（1904.3）。
- 中島湘煙：『一沈一浮』（1897.1）。
- 内田魯庵訳：『戦塵（ゾラ）』（1897.2）。『かた鶉』（1899.4）『破垣』（1902.1）（当局の誤解による発禁[2]。
- 尾崎紅葉：『恋のぬけがら』（1897.4）。
- 国木田独歩：『源叔父』（1897.8）。『窮死』（1907.6）。
- 幸田露伴：『二日物語』（1898.2）。『椀久物語』（1899.1）。『二日物語』（1902.1）。
- 清水紫琴：『したゆく水』（1898.2）。『移民学園』（1899.8）。
- 二葉亭四迷訳：『くされ縁』、（ツルゲーネフの『ペトウシコフ』）、（1898.11）。
- 斎藤緑雨：『おぼろ夜』（1899.1）。
- 堺利彦：『黒暗々』（1899.9）。
- 生田葵山：『春一夜』（1899.10）。『都会』（1908.2）。
- 永井荷風：『薄衣』（1899.10）。『小夜千鳥』（1902.3）。『市俄古の休日』（シカゴの……）（1905.12）（のち『あめりか物語』に収録）。
- 松居松葉：『悪源太』（1899.11）。『壺中の玉章』（1928.2、3）。
- 渡辺霞亭：『紫娘』（1902.1）。『神鹿』（1902.4）。『浪花潟』（1907.6）。住吉の陣営（1922.7）。
- 田村俊子：『露分衣』（1903.2）。『やきもち』（1910.12）。
- 田口掬汀：『虚無党』（1903.12）。
- 饗庭篁村：『火雨洞』（1904.7）。
- 瀬沼夏葉訳：『貧しき少女』（ドストエフスキーの貧しき人々の部分訳）（1904）。
- 榎本破笠：『平重衡』（1906.6）。
- 島崎藤村：『並木』（1907.6）。
- 長谷川時雨：『雲』（1908.9）。
- 岡本綺堂：『修禅寺物語』（1911.1）。『半七捕物帳』（7篇）（1917.1 - 7）、（6篇）（1918.1 - 6 ）、（1920.5 - 1926.12 ）32篇。（以降の掲載は講談倶楽部）。
- 正宗白鳥：『親心』（1911.1）。『堕落』（1918.2）。
- 久米正雄：『白い手』（1927.8）。
- 片岡鉄兵：『獻立表の手柄』（1928.9）。
- 川口松太郎：『啜泣く黒髪』（1928.9）、『愛慾袁彦道』（1929.1）。『安政侠艶録』（1929.5）。『妖し妻』（1930.6）。『未婚の未亡人』（1932.6）。『新椿姫』（1932.7）。『女優と暴力団』（1932.9）。『巴里哀史』（1932.11）。『道頓堀小夜時雨』（1932.12）。『女給哀史』（1933.1）。
- 大佛次郎：『剣俠閃光陣』(1928）。
- 佐々木味津三：『旗本退屈男』、（1929.4）。
- 野村胡堂：『百唇の譜』、（1931.9）。

## 脚註
1. ↑  永井荷風『書かでもの記 三』（1918）
2. ↑  木村毅：『文芸東西南北』、平凡社 東洋文庫625（1997）P.35）

## 参考図書
- 日本近代文学館編：『文芸倶楽部総目次・執筆者索引』、DVD版近代文学館7（2005）ISBN 9784840600385